# Ciclismo ai Giochi della XV Olimpiade
Le competizioni di ciclismo dei Giochi della XV Olimpiade si svolsero dal 28 al 31 luglio 1952 al Helsingin Velodromi per le competizioni su pista mentre le competizioni su strada si svolsero il giorno 2 agosto 1952 su un circuito ad Helsinki.
Come a Londra 1948 si disputarono due eventi su strada e quattro su pista.

## Programma
| Ciclismo ai Giochi della XV Olimpiade | Ciclismo ai Giochi della XV Olimpiade | Ciclismo ai Giochi della XV Olimpiade | Ciclismo ai Giochi della XV Olimpiade | Ciclismo ai Giochi della XV Olimpiade | Ciclismo ai Giochi della XV Olimpiade | Ciclismo ai Giochi della XV Olimpiade | Ciclismo ai Giochi della XV Olimpiade | Ciclismo ai Giochi della XV Olimpiade | Ciclismo ai Giochi della XV Olimpiade | Ciclismo ai Giochi della XV Olimpiade | Ciclismo ai Giochi della XV Olimpiade | Ciclismo ai Giochi della XV Olimpiade | Ciclismo ai Giochi della XV Olimpiade | Ciclismo ai Giochi della XV Olimpiade | Ciclismo ai Giochi della XV Olimpiade | Ciclismo ai Giochi della XV Olimpiade | Ciclismo ai Giochi della XV Olimpiade |
| Eventi / Giorni                       | Luglio/Agosto 1952                    | Luglio/Agosto 1952                    | Luglio/Agosto 1952                    | Luglio/Agosto 1952                    | Luglio/Agosto 1952                    | Luglio/Agosto 1952                    | Luglio/Agosto 1952                    | Luglio/Agosto 1952                    | Luglio/Agosto 1952                    | Luglio/Agosto 1952                    | Luglio/Agosto 1952                    | Luglio/Agosto 1952                    | Luglio/Agosto 1952                    | Luglio/Agosto 1952                    | Luglio/Agosto 1952                    | Luglio/Agosto 1952                    | Luglio/Agosto 1952                    |
| Eventi / Giorni                       | 19                                    | 20                                    | 21                                    | 22                                    | 23                                    | 24                                    | 25                                    | 26                                    | 27                                    | 28                                    | 29                                    | 30                                    | 31                                    | 1                                     | 2                                     | 3                                     |                                       |
| ------------------------------------- | ------------------------------------- | ------------------------------------- | ------------------------------------- | ------------------------------------- | ------------------------------------- | ------------------------------------- | ------------------------------------- | ------------------------------------- | ------------------------------------- | ------------------------------------- | ------------------------------------- | ------------------------------------- | ------------------------------------- | ------------------------------------- | ------------------------------------- | ------------------------------------- | ------------------------------------- |
| Su strada                             |                                       |                                       |                                       |                                       |                                       |                                       |                                       |                                       |                                       |                                       |                                       |                                       |                                       |                                       |                                       |                                       |                                       |
| In linea                              |                                       |                                       |                                       |                                       |                                       |                                       |                                       |                                       |                                       |                                       |                                       |                                       |                                       |                                       | Finale                                |                                       |                                       |
| A squadre                             |                                       |                                       |                                       |                                       |                                       |                                       |                                       |                                       |                                       |                                       |                                       |                                       |                                       |                                       | Finale                                |                                       |                                       |
| Su pista                              |                                       |                                       |                                       |                                       |                                       |                                       |                                       |                                       |                                       |                                       |                                       |                                       |                                       |                                       |                                       |                                       |                                       |
| Velocità                              |                                       |                                       |                                       |                                       |                                       |                                       |                                       |                                       |                                       | Eliminatorie                          | Eliminatorie                          |                                       | Finale                                |                                       |                                       |                                       |                                       |
| Chilometro a cronometro               |                                       |                                       |                                       |                                       |                                       |                                       |                                       |                                       |                                       |                                       |                                       |                                       | Finale                                |                                       |                                       |                                       |                                       |
| Tandem                                |                                       |                                       |                                       |                                       |                                       |                                       |                                       |                                       |                                       | Eliminatorie                          | Eliminatorie                          |                                       | Finale                                |                                       |                                       |                                       |                                       |
| Inseguimento a squadre                |                                       |                                       |                                       |                                       |                                       |                                       |                                       |                                       |                                       | Eliminatorie                          | Finale                                |                                       |                                       |                                       |                                       |                                       |                                       |

## Podi

### Uomini
| Evento                             | Oro                                                               | Prestazione | Argento                                                             | Prestazione | Bronzo                                                             | Prestazione |
| Ciclismo su strada                 |                                                                   |             |                                                                     |             |                                                                    |             |
| Corsa in linea (dettagli)          | André Noyelle                                                     | 5h06'03"    | Robert Grondelaers                                                  | a 47"       | Edi Ziegler                                                        | a 1'44"     |
| Corsa a squadre (dettagli)         | Belgio Robert Grondelaers André Noyelle Lucien Victor             | 15h20'46"   | Italia Dino Bruni Gianni Ghidini Vincenzo Zucconelli                | a 12'41"    | Francia Jacques Anquetil Claude Rouer Alfred Tonello               | a 18'12"    |
| Ciclismo su pista                  |                                                                   |             |                                                                     |             |                                                                    |             |
| Inseguimento a squadre (dettagli)  | Italia Marino Morettini Loris Campana Mino De Rossi Guido Messina |             | Sudafrica Alfred Swift George Estman Robert Fowler Thomas Shardelow |             | Gran Bretagna Ron Stretton Don Burgess George Newberry Alan Newton |             |
| Velocità (dettagli)                | Enzo Sacchi                                                       |             | Lionel Cox                                                          |             | Werner Potzernheim                                                 |             |
| Chilometro a cronometro (dettagli) | Russell Mockridge                                                 | 1'11"1      | Marino Morettini                                                    | a 1'6"      | Raymond Robinson                                                   | a 1'9"      |
| Tandem (dettagli)                  | Australia Lionel Cox Russell Mockridge                            |             | Sudafrica Raymond Robinson Thomas Shardelow                         |             | Italia Antonio Maspes Cesare Pinarello                             |             |

## Medagliere
| Pos.   | Paese          | Oro | Argento | Bronzo | Totale |
| ------ | -------------- | --- | ------- | ------ | ------ |
| 1      | Italia         | 2   | 2       | 1      | 5      |
| 2      | Australia      | 2   | 1       | 0      | 3      |
| 2      | Belgio         | 2   | 1       | 0      | 3      |
| 4      | Sudafrica      | 0   | 2       | 1      | 3      |
| 5      | Germania Ovest | 0   | 0       | 2      | 2      |
| 6      | Francia        | 0   | 0       | 1      | 1      |
| 6      | Gran Bretagna  | 0   | 0       | 1      | 1      |
| Totale | Totale         | 6   | 6       | 6      | 18     |